# Baloncesto León
Il Baloncesto León fu una squadra di basket della città di León, in Spagna. Il club nacque ufficialmente il 20 maggio 1981 grazie ad un gruppo di leònesi capitanati da Pepe Estrada, ex direttore tecnico del Cantera del Baloncesto León.

## Storia
Il Club Baloncesto León si costituì il 20 maggio del 1981. I fondatori furono Enrique Emperador, Juan Carlos Rodríguez, Lisardo Mourelo, Alberto Sobrín e José Antonio Moirón; una rappresentanza di un gruppo di leonesi appassionati di basket e vogliosi di diffonderlo in città.
Il club debuttò in Tercera División durante la stagione 1980-81 con José Estrada come allenatore ottenendo un meritato secondo posto e, nell'anno seguente, la promozione in Segunda División.
Dopo quattro stagioni in questo campionato, nella stagione 1985-86 con Antonio Garrido al timone, la squadra raggiunse la promozione, in questo caso in Primera División B. Successivamente prese la guida della squadra José Mariano Parra Clavijo che la lascerà a metà della stagione 1988-89 a Gustavo Aranzana, che riesce a far mantenere la squadra nella categoria. L'anno successivo vide le dimissioni, nel gennaio 1990 del presidente Josecho Pardo in favore di José Luis López-Doriga, con il raggiungimento della storica promozione in Liga ACB che la squadra ottenne in trasferta, nel match decisivo a Lugo, seguito da numerosi tifosi leónesi.
Il club riuscì a salvarsi nella stagione 1990-91 e riuscì a mantenere la categoria più alta sino alla stagione 1999-2000, ottenendo come miglior risultato un settimo posto nel campionato 1996-97 che permise alla squadra anche di qualificarsi alla Coppa Korać. L'anno successivo Aranzana venne sostituito da coach Edu Torres, che riuscì ad arrivare sino ai quarti di finale di Korac. Tuttavia, bastarono solo due anni al club per ritornare nel limbo della Seconda Divisione.
Con Josecho Brown presidente del club, la squadra restò per sette anni in Liga LEB nonostante con Oliete Jose Luis, Roberto Hereros, Quino Salvo Jareño Angelo abbia provato a risalire la china, ottenendo ogni anno qualificazioni ai playoff che non hanno mai fruttato una promozione. Nella stagione 2006-07 arrivò la svolta quando, con il coach Aranzana Gustavo, tornato ad allenare il León dalla stagione precedente, il club riuscì ad ottenere la sua seconda promozione. Nel 2007 viene nominato presidente Emilio Fernandez con la squadra ancora una volta pronta a disputare il massimo campionato con Aranzana sempre in cabina di regia. La stagione, però, finisce male con l'ennesima retrocessione e il cambio alla presidenza, assunta dal team manager Joaquin Rodriguez, con l'obiettivo di risalire in Liga ACB. Al termine della stagione 2011-12 il Club, colpito da problemi economici, fallisce.

## Roster 2009-2010[1]
| N° | Naz.                       | Ruolo | Sportivo           |  | Alt. |  |
| -- | -------------------------- | ----- | ------------------ |  | ---- |  |
| 5  | Spagna (bandiera)          | P     | Juanjo Bernabé     |  | 185  |  |
| 7  | Spagna (bandiera)          | P     | Álex González      |  | 187  |  |
| 4  | Stati Uniti (bandiera)     | GT    | Clarence Gilbert   |  | 188  |  |
| 10 | Stati Uniti (bandiera)     | AP    | Anthony Stacey     |  | 196  |  |
| 9  | Spagna (bandiera)          | GT    | Jorge Calvo        |  | 190  |  |
| 13 | Argentina (bandiera)       | AP    | Franco Rocchia     |  | 196  |  |
| 14 | Rep. Dominicana (bandiera) | AG    | Eulis Báez         |  | 201  |  |
| 15 | Spagna (bandiera)          | C     | Javier García Vega |  | 204  |  |
| 6  | Nuova Zelanda (bandiera)   | C     | Craig Bradshaw     |  | 207  |  |
| 11 | Argentina (bandiera)       | C     | Martin Leiva       |  | 210  |  |

## Palmarès
- Copa Príncipe de Asturias: 1

2007

## Lista degli allenatori
- José Estrada 1980-1984
- Antonio Garrido 1984-1987
- José Clavijo 1987-1988
- Mariano Parra 1988-1989
- Gustavo Aranzana 1989-1997
- Eduard Torres 1997-1999
- Jose Luis Oliete 1999-2000
- Roberto Herreras 2002-2002
- Quino Salvo 2002-2003
- Angel Jareño 2003-2005
- Gustavo Aranzana 2005-2008
- Javier de Grado 2008-